# Neder-Shabelle
Neder-Shabelle (Somalisch:Shabeellaha Hoose; Arabisch: شبيلي السفلى (Šabailī as-Suflā); Engels: Lower Shebelle; Italiaans Basso Scebeli. Ook: Lower Scebeli, Lower Shabeelle, Lower Shebele, Lower Shabelle, Shabeele Hoose, Shabeelle Hoose) is een van de 18 regio's (gobolka's) van Somalië.
Neder-Shabelle ligt in het zuiden van het land en is genoemd naar de rivier Shebelle die van noordoost tot zuidwest door de gehele regio stroomt. In 1984 werden de gebieden opnieuw vormgegeven door het toenmalige militaire regime. Neder-Shabelle maakte tot dan deel uit van de regio Benadir met Mogadishu als hoofdstad; nu is de hoofdstad Marka. Het grenst aan de Somalische regio's Banaadir (met Mogadishu), Midden-Shabelle, Hiiraan, Bay, Midden-Juba en de Indische Oceaan. Na Mogadishu is dit waarschijnlijk de regio met de meeste inwoners in Somalië. De sub-clan Digil van de clan Rahanwein vormt het grootste deel van de bevolking.
De regio Neder-Shabelle heeft 850,651 inwoners (2005) en is onderverdeeld in 7 districten, als volgt:
- het district Afgooye, 211.712 inwoners, met de districtshoofdstad Afgooye;
- het district Baraawe, 57.652 inwoners, met de districtshoofdstad Baraawe;
- het district Kurtunwaarey, 55.445 inwoners, met de districtshoofdstad Kurtunwaarey.
- het district Marka, 192.939 inwoners, met de districtshoofdstad Marka (tevens hoofdstad van de hele regio);
- het district Qoryooley, 134.205 inwoners, met de districtshoofdstad Qoryooley;
- het district Sablaale, 43,055 inwoners, met de districtshoofdstad Sablaale;
- het district Wanlaweyn, 155.643 inwoners, met de districtshoofdstad Wanlaweyn.[4]

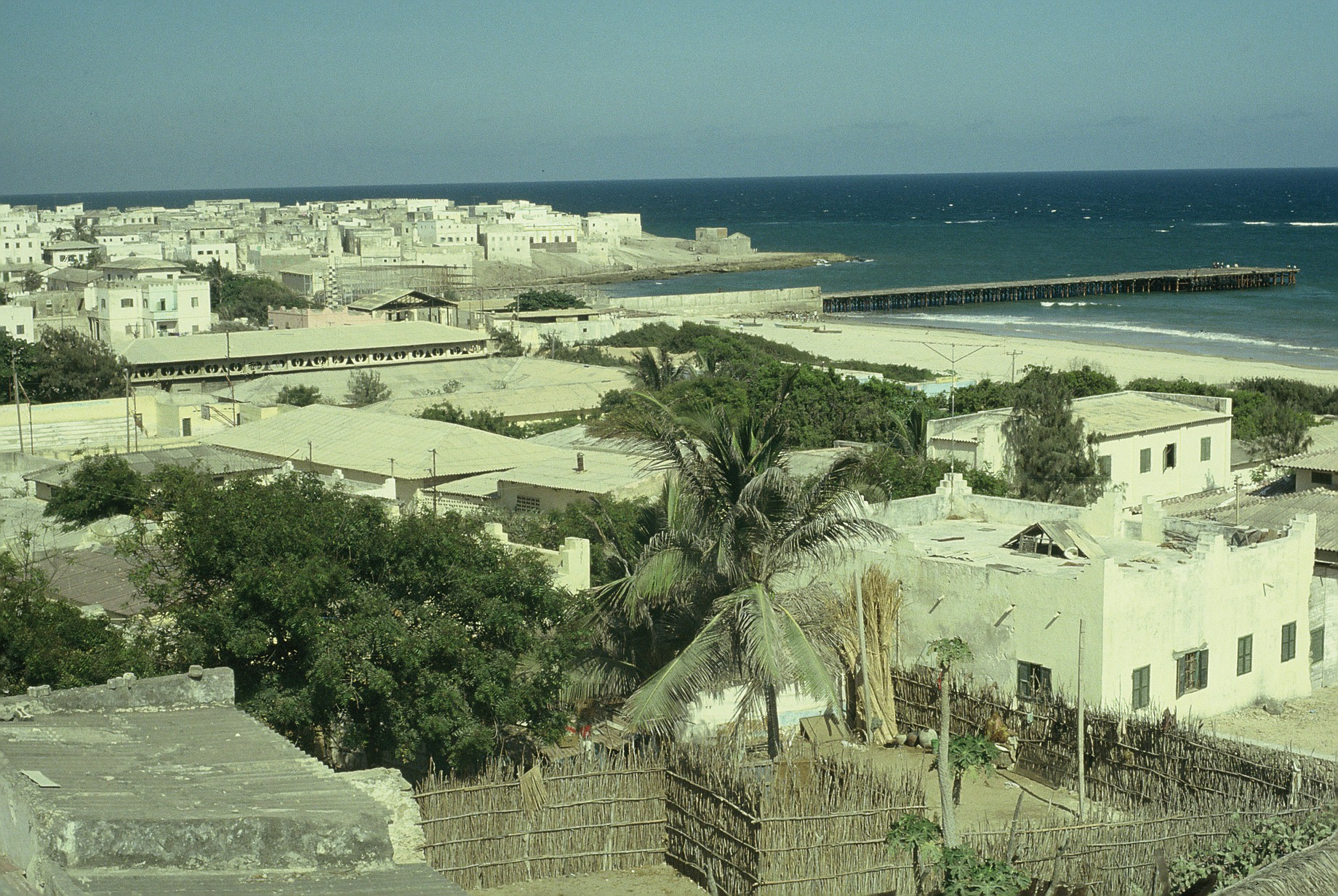
Marka, hoofdstad van Neder-Shabelle

 Deze indeling dateert uit 1985, dus van voor de Somalische burgeroorlog. In de periode dat Somalië een failed state was zonder enig centraal gezag (1991 - 2012) werden op diverse plaatsen in Somalië nieuwe regio's en districten opgericht of werden de grenzen van bestaande districten gewijzigd. Maar bij gebrek aan een centraal gezag om zulke wijzigingen te bekrachtigen hebben zij geen formele status. Vaak zijn er ook geen landkaarten beschikbaar van deze onofficiële regio's en districten, of hooguit schetsmatig. Op Wikipedia wordt daarom de laatste formele indeling uit 1985 gebruikt, die ook door de Verenigde Naties wordt aangehouden.
Neder-Shabelle is voor zover bekend niet verder opgesplitst. Wel vormt Neder-Shabelle sinds medio 2014 samen met de regio's Bay en Bakool de nieuwe deelstaat "South Central Somalia", die onderdeel zal uitmaken van het nieuwe federale staatsbestel van Somalië. Het federale staatvormingsproces moet eind 2014 zijn afgerond, maar zal waarschijnlijk meer tijd vergen.
Awdal · Bakool · Banadir · Bari · Bay · Galguduud · Gedo · Hiiraan · Midden-Juba · Midden-Shabelle · Mudug · Neder-Juba · Neder-Shabelle · Nugaal · Sanaag · Saaxil · Sool · Togdheer · Woqooyi-Galbeed
Galmudug · Jubaland · Puntland · Somaliland